# První vláda Donalda Trumpa
První vláda Donalda Trumpa působila v období jeho prvního prezidentství (od 20. ledna 2017 do 20. ledna 2021).

## Vytvoření vlády
Brzy po vítězství ve volbách začal Donald Trump řešit personální otázky spojené se sestavením nové vlády a obsazením dalších klíčových pozic ve státním aparátu. Deset dní po volbách již rozhodl o třech důležitých postech. Jako nového ministra spravedlnosti určil dosavadního senátora za Alabamu Jeffa Sessionse. Jako poradce pro národní bezpečnost byl tehdy nominován bývalý generálporučík a šéf vojenské kontrarozvědky DIA Michael Flynn, který však začátkem února 2017 musel z této funkce kvůli svým dřívějším kontaktům s ruskými činiteli odstoupit. Vystřídal jej aktivní generálporučík H. R. McMaster (ten vykonával funkci do 23. března 2018, kdy byl vystřídán Johnem Boltonem). Ředitelem zpravodajské služby CIA se po nástupu Trumpa do prezidentského úřadu stal dosavadní republikánský kongresman Mike Pompeo.
Novou ministryní pro vzdělání se stala miliardářka Betsy DeVosová ze státu Michigan, která prošla Senátem pouze prostřednictvím hlasu viceprezidenta Mika Pence, tedy poměrem 51 : 50. Jako velvyslankyni při OSN určil Trump dosavadní republikánskou guvernérku Jižní Karolíny Nikki Haleyovou, jejíž rodiče se do USA přistěhovali z Indie. Dalším personálním rozhodnutím bylo určení bývalého manažera bankovní společnosti Goldman Sachs Stevena Mnuchina jako příštího ministra financí USA.
Dalším členem Trumpovy vlády se stal penzionovaný 66letý generál James Mattis jako ministr obrany. Mattis byl v Senátu schválen poměrem hlasů 98 : 2. V průběhu své 44leté působnosti v ozbrojených silách USA sloužil Mattis převážně u složek námořní pěchoty, mj. v obou válkách v Iráku a v Afghánistán.
Jako nový ministr pro bytovou výstavbu a rozvoj měst byl potvrzen afroamerický politik a bývalý Trumpův konkurent v kandidatuře na prezidenta Ben Carson, původním povoláním chirurg.
Postupně byla oznamována jména dalších potenciálních členů příští Trumpovy vlády. Byli to mj.: Wilbur Ross, 78letý finančník jako ministr obchodu, Andrew Puzder jako ministr práce, který však Senátem neprošel, Elaine Chaová, manželka vlivného senátora Mitche McConnella pro post ministryně dopravy (je původem z Tchaj-wanu) a donedávna aktivně činný čtyřhvězdičkový generál John Kelly jako ministr pro vnitřní bezpečnost (Kelly se později stal šéfem štábu Bílého domu).
Jednou z nejvýznamnějších pozic v americké vládě je místo ministra zahraničí (oficiálně Secretary of State). Dne 5. prosince 2016 se objevily spekulace, že by se jím mohl stát Rex Tillerson, dosavadní předseda představenstva velké olejářské společnosti ExxonMobil. 13. prosince 2016 potvrdil Trump, že navrhne Tillersona jako svého ministra zahraničí. Tillersonova nominace byla po dlouhé proceduře nakonec potvrzena Senátem USA, na svém postu však setrval jen do března 2018, kdy byl prezidentem Trumpem odvolán. Na jeho místo má přijít dosavadní ředitel zpravodajské služby CIA Mike Pompeo (toho má vystřídat Gina Haspelová).
Koncem prosince 2016 byl jmenován další Trumpův poradce, americký miliardář a výrobce elektricky poháněných automobilů značky Tesla Elon Musk. Dne 15. prosince 2016 bylo oznámena nominace Ryana Zinkeho, dosavadního člena Sněmovny reprezentantů za stát Montana, na post ministra vnitra.
Trump také oznámil svůj úmysl vytvořit nový post zvláštního zplnomocněnce pro mezinárodní vyjednávání. Stane se jím 49letý hlavní právní poradce Trumpových firem Jason Greenblatt, který je židovského vyznání, stejně jako David Friedman, budoucí velvyslanec v Izraeli. Tato jmenování zapadají do proklamovaného značného zlepšení vztahů mezi Izraelem a USA po Trumpově nástupu do prezidentského úřadu, poté, co se tyto vztahy v posledním období Obamovy administrativy naopak podstatně zhoršily.
Jednou z pozdních nominací bylo jmenování budoucího ředitele a koordinátora všech 17 amerických rozvědek, které mají celkem zhruba 100 000 zaměstnanců a disponují rozpočty s více než 50 miliardami dolarů ročně. Stal se jím Dan Coats, dosavadní senátor USA za stát Indiana a bývalý velvyslanec v Berlíně. Poslední nominací před inaugurací Donalda Trumpa jako nového prezidenta USA, která byla ohlášena 19. ledna 2017, bylo jmenování bývalého guvernéra státu Georgie, 70letého Sonnyho Perdue, ministrem zemědělství. Tento politik však ještě čeká na své potvrzení Senátem.
Ke dni 20. ledna 2017, tedy ke dni inaugurace prezidenta USA Donalda Trumpa, byli Senátem USA potvrzeni pouze dva ministři. Svých úřadů se mohli toho dne ujmout James Mattis jako ministr obrany (šéf Pentagonu) a John Kelly jako ministr pro vnitřní bezpečnost.
Členové první Trumpovy administrativy byli co do kumulovaného majetku „nejbohatší“ vládou v dějinách USA, a pravděpodobně i světa. V administrativě bylo mnoho dolarových multimilionářů, včetně dvou miliardářů (kromě prezidenta samotného), a to Willbur Ross a Betsy DeVos. Dále v ní byli zastoupeni významní manažeři z různých odvětví amerického průmyslu (energetika, finance, nemovitosti) jako například ministr zahraničí Rex Tillerson a ministr financí Steven Mnuchin.

## Vyšetřování
Národní rada zpravodajských služeb USA (National Intelligence Council – NIC) zveřejnila 15. března 2021 část dokumentu, který shromáždil zpravodajské informace o zahraničních pokusech ovlivnit prezidentské volby. V dokumentu deklaruje, že ruská zpravodajská služba se pokusila ovlivnit volby ve prospěch Donalda Trumpa za pomoci falešných a nepodložených obvinění Joe Bidena prostřednictvím amerických médií, úředníků a prominentních osob blízkých Donaldu Trumpovi a jeho administrativě.
Zvláštní tým FBI řízený vyšetřovatelem Robertem Muellerem nenašel po více než dvou letech vyšetřování žádný důkaz, že by volební tým Donalda Trumpa během jeho prezidentské kampaně spolupracoval s Ruskem, ale zejména v souvislosti s tímto vyšetřováním, často z důvodu bránění spravedlnosti a lhaní, byli během Trumpova čtyřletého volebního období obžalováni a pravomocně odsouzeni nebo vzati do vazby:
- Paul Manafort, šéf jeho prezidentské kampaně
- Rick Gates, zástupce šéfa Trumpovy prezidentské kampaně
- Steve Bannon, hlavní manažer Trumpovy prezidentské kampaně
- Michael Flynn, jeho poradce pro otázky národní bezpečnosti
- Michael Cohen, Trumpův osobní právník
- Roger Stone, jeho dlouholetý politický poradce
- George Papadopoulos, jeho poradce na zahraniční politiku při jeho prezidentské kampani
- Tom Barrack, předseda inaugurační kampaně
- Elliott Broidy, zástupce šéfa jeho inaugurační kampaně
- Allen Weisselberg, CFO jeho soukromé společnosti
- Rudy Giuliani, Trumpův právník a neúspěšný prezidentský kandidát, byl dvakrát zbaven právnické licence; (v civilním řízení) žalován za křivé obvinění a donucen zaplatit 148 milionů dolarů[17]

Trump obvinil Muellerův vyšetřovací tým ze střetu zájmů, protože člen Muellerova týmu agent Peter Strzok byl po zveřejnění textových zpráv usvědčený ze zaujatosti vůči Trumpovi, a vyšetřování členů svého volebního týmu označil za „hon na čarodějnice“.
V administrativě Donalda Trumpa došlo u pěti jeho ministrů k internímu vyšetřování, které dospělo do fáze návrhu obžaloby na federální kriminální vyšetřování:
- Ryan Zinke, ministerstvo vnitra
- Alex Acosta, ministerstvo práce
- Elaine Chao, ministerstvo dopravy
- Willbur Ross, ministerstvo obchodu
- Robert Wilkie, ministerstvo pro záležitosti veteránů[19]

V souvislosti se sexuálními přestupky a zločiny byly odsouzeny nebo obviněny tyto osoby z „Trumpova okruhu“:
- Timothy Nolan, předseda prezidentské kampaně Donalda Trumpa v Kentucky, se přiznal k obchodování s dětmi; byl odsouzen na 20 let[20]
- George Nader, poradce Trumpovy kampaně a přechodný poradce, se u soudu přiznal k obchodování s dětmi za účelem sexuálního zneužívání.[21]
- Ralph Shortey, manažer Trumpovy kampaně v Oklahomě a bývalý republikánský senátor, se přiznal k obvinění z držení dětského porna a obchodování s dětmi za účelem sexuálního zneužívání.[22]
- Ruben Verastigui, poradce Trumpovy kampaně, byl zatčen za účast v kruhu obchodníků s dětským pornem v době, kdy pracoval na Trumpově kampani. Byl odsouzen na 12,5 roku.[23]
- Adam Hageman, úředník ministerstva obchodu Trumpovy administrativy, byl zatčen na základě obvinění ze „sdílení videa s dětskou pornografií a několikanásobného komentování sexuálního zneužívání dětí“. Byl odsouzen v září 2022.[24]
- Ronald Williams II, výzkumný pracovník Trumpovy volební komise, byl zatčen za držení a šíření dětské pornografie.[25]
- Caleb Bailey, Trumpův delegát, byl obviněn z držení dětské pornografie.[26]
- Sgt. Richard Ciccarella, který byl zodpovědný za komunikační služby Trumpově administrativy v Bílém domu, byl zatčen a odsouzen za nahrávání dětské pornografie na internet.[27]

| „                    | Hodlám se obklopit pouze těmi nejlepšími a nejserióznějšími lidmi. | “ |
| — Donald Trump, 2016 |                                                                    |   |

Z nefyzických osob spjatých s Donaldem Trumpem došlo k právnímu stíhání u:
- Trump Organization, Trumpovy soukromé společnosti – za daňové podvody
- Trump Fundation – zastavena činnost za finanční podvody
- Trump University – zastavena po soudním vyrovnání, podvody a porušení zákona, pokuta 25 milionů dolarů[29]